# Prêmio Wolf de Química
O Prêmio Wolf de Química é concedido anualmente pela Fundação Wolf em Israel. É um dos seis Prêmios Wolf estabelecidos pela Fundação e concedido desde 1978; os outros são Prêmio Wolf de Agronomia, Prêmio Wolf de Matemática, Prêmio Wolf de Medicina, Prêmio Wolf de Física e Prêmio Wolf de Artes.

## Laureados[1]
| Ano    | Nome                                                    | País                                                         | Citação |
| ------ | ------------------------------------------------------- | ------------------------------------------------------------ | --- |
| 1978   | Carl Djerassi                                           | Áustria                                                      | por seu trabalho em química bioorgânica, aplicação de novas técnicas espectroscópicas e seu apoio à cooperação internacional. |
| 1979   | Hermann Mark                                            | Áustria                                                      | por suas contribuições para a compreensão da estrutura e do comportamento de polímeros naturais e sintéticos. |
| 1980   | Henry Eyring                                            | México                                                       | por seu desenvolvimento da teoria da taxa absoluta e suas aplicações imaginativas a processos químicos e físicos. |
| 1981   | Joseph Chatt                                            | Reino Unido                                                  | por contribuições pioneiras e fundamentais para a química sintética de metais de transição, particularmente hidretos de metais de transição e complexos de dinitrogênio.                                                                                 |
| 1982   | John Charles Polanyi                                    | Hungria / Canadá                                             | por seus estudos de reações químicas em detalhes sem precedentes, desenvolvendo a técnica de quimiluminescência infravermelha, e por imaginar o laser químico.                                                                                           |
| 1982   | George Claude Pimentel                                  | Estados Unidos                                               | pelo desenvolvimento de espectroscopia de isolamento de matriz e pela descoberta de lasers de fotodissociação e lasers químicos. |
| 1983/4 | Herbert S. Gutowsky                                     | Estados Unidos                                               | por seu trabalho pioneiro no desenvolvimento e aplicações da espectroscopia de ressonância magnética nuclear em química. |
| 1983/4 | Harden McConnell                                        | Estados Unidos                                               | por seus estudos da estrutura eletrônica de moléculas por meio da espectroscopia de ressonância paramagnética e pela introdução e aplicações biológicas de técnicas de spin label.                                                                       |
| 1983/4 | John Waugh                                              | Estados Unidos                                               | por suas contribuições teóricas e experimentais fundamentais para a espectroscopia de ressonância magnética nuclear de alta resolução em sólidos. |
| 1984/5 | Rudolph Arthur Marcus                                   | Canadá / Estados Unidos                                      | por suas contribuições para a cinética química, especialmente as teorias de reações unimoleculares e reações de transferência de elétrons. |
| 1986   | Elias James Corey                                       | Estados Unidos                                               | pela excelente pesquisa sobre a síntese de muitos produtos naturais altamente complexos e pela demonstração de novas maneiras de pensar sobre essas sínteses.                                                                                            |
| 1986   | Albert Eschenmoser                                      | Suíça                                                        | pela pesquisa destacada sobre a síntese, estereoquímica e mecanismos de reação para a formação de produtos naturais, especialmente a vitamina B12. |
| 1987   | David Chilton Phillips David Mervyn Blow                | Reino Unido · Reino Unido                                    | por suas contribuições para a cristalografia de raios-X de proteínas e pela elucidação de estruturas de enzimas e seus mecanismos de ação. |
| 1988   | Joshua Jortner Raphael David Levine                     | Israel · Israel                                              | por seus estudos teóricos incisivos elucidando a aquisição e disposição de energia em sistemas moleculares e mecanismos de seletividade e especificidade dinâmica.                                                                                       |
| 1989   | Duilio Arigoni Alan Battersby                           | Suíça · Reino Unido                                          | por suas contribuições fundamentais para a elucidação do mecanismo das reações enzimáticas e da biossíntese de produtos naturais, em particular os pigmentos da vida.                                                                                    |
| 1990   | Não houve premiação                                     | Não houve premiação                                          | Não houve premiação |
| 1991   | Richard Robert Ernst                                    | Suíça                                                        | por suas contribuições revolucionárias à espectroscopia NMR, especialmente a transformada de Fourier e NMR bidimensional |
| 1991   | Alexander Pines                                         | Rodésia / Estados Unidos                                     | por suas contribuições revolucionárias à espectroscopia NMR, especialmente NMR de múltiplos quânticos e alta rotação. |
| 1992   | John Pople                                              | Reino Unido                                                  | por suas contribuições notáveis para a química teórica, particularmente no desenvolvimento de métodos químicos quânticos modernos eficazes e amplamente usados.                                                                                          |
| 1993   | Ahmed Zewail                                            | Egito / Estados Unidos                                       | por ser pioneiro no desenvolvimento de femtoquímica a laser. Usando lasers e feixes moleculares, a femtoquímica tornou possível sondar a evolução das reações químicas como elas realmente acontecem em tempo real.                                      |
| 1994/5 | Richard Lerner Peter Schultz                            | Estados Unidos · Estados Unidos                              | pelo desenvolvimento de anticorpos catalíticos, permitindo assim a catálise de reações químicas consideradas impossíveis de alcançar pelos procedimentos químicos clássicos.                                                                             |
| 1995/6 | Gilbert Stork Samuel Danishefsky                        | Estados Unidos · Estados Unidos                              | por projetar e desenvolver novas reações químicas que abriram novos caminhos para a síntese de moléculas complexas, particularmente polissacarídeos e muitos outros compostos biologicamente e medicamente importantes.                                  |
| 1996/7 | Não houve premiação                                     | Não houve premiação                                          | Não houve premiação |
| 1998   | Gerhard Ertl Gábor Somorjai                             | Alemanha; · Hungria / Estados Unidos                         | por suas contribuições proeminentes ao campo da ciência de superfície em geral, e por sua elucidação de mecanismos fundamentais de reações catalíticas heterogêneas em superfícies de cristal único em particular.                                       |
| 1999   | Raymond Lemieux                                         | Canadá                                                       | por suas contribuições fundamentais e seminais para o estudo e síntese de oligossacarídeos e pela elucidação de seu papel no reconhecimento molecular em sistemas biológicos.                                                                            |
| 2000   | Frank Albert Cotton                                     | Estados Unidos                                               | por abrir uma fase inteiramente nova da química do metal de transição com base em pares e grupos de átomos de metal diretamente ligados por ligações simples ou múltiplas.                                                                               |
| 2001   | Henri Kagan Ryōji Noyori Barry Sharpless                | França · Japão · Estados Unidos                              | por seu trabalho pioneiro, criativo e crucial no desenvolvimento de catálise assimétrica para a síntese de moléculas quirais, aumentando muito a capacidade da humanidade de criar novos produtos de importância prática e fundamental.                  |
| 2002/3 | Não houve premiação                                     | Não houve premiação                                          | Não houve premiação |
| 2004   | Harry Barkus Gray                                       | Estados Unidos                                               | por trabalho pioneiro em química bioinorgânica, revelando novos princípios de estrutura e transferência de elétrons de longo alcance em proteínas. |
| 2005   | Richard Zare                                            | Estados Unidos                                               | por suas aplicações engenhosas de técnicas de laser, por identificar mecanismos complexos em moléculas e seu uso em química analítica. |
| 2006/7 | Ada Yonath George Feher                                 | Israel · Estados Unidos                                      | por engenhosas descobertas estruturais da maquinaria ribossomal de formação de ligações peptídicas e os processos primários conduzidos pela luz na fotossíntese.                                                                                         |
| 2008   | William Moerner Allen Joseph Bard                       | Estados Unidos · Estados Unidos                              | pela criação engenhosa de um novo campo da ciência, espectroscopia e eletroquímica de molécula única, com impacto no regime nanoscópico, desde o domínio molecular e celular até sistemas de materiais complexos.                                        |
| 2009   | Não houve premiação                                     | Não houve premiação                                          | Não houve premiação |
| 2010   | Não houve premiação                                     | Não houve premiação                                          | Não houve premiação |
| 2011   | Stuart Alan Rice Ching Wan Tang Krzysztof Matyjaszewski | Estados Unidos; · Estados Unidos; · Polónia / Estados Unidos | por contribuições criativas profundas para as ciências químicas no campo da síntese, propriedades e uma compreensão de materiais orgânicos. |
| 2012   | Paul Alivisatos                                         | Estados Unidos                                               | por seu desenvolvimento do nanocristal inorgânico coloidal como um bloco de construção da nanociência e por fazer contribuições fundamentais para controlar a síntese dessas partículas, para medir e compreender suas propriedades físicas.             |
| 2012   | Charles Lieber                                          | Estados Unidos                                               | por suas contribuições seminais para a nanoquímica e, particularmente, a síntese de nanofios semicondutores monocristalinos, caracterização das propriedades físicas fundamentais dos nanofios e sua aplicação em eletrônica, fotônica e nanomedicina.   |
| 2013   | Robert Langer                                           | Estados Unidos                                               | para conceber e implementar avanços na química de polímeros que fornecem sistemas de liberação controlada de drogas e novos biomateriais. |
| 2014   | Chi-Huey Wong                                           | Taiwan / Estados Unidos                                      | por suas numerosas e originais contribuições para o desenvolvimento de métodos inovadores para a síntese programável e aplicada de oligossacarídeos complexos e glicol-proteínas.                                                                        |
| 2015   | Não houve premiação                                     | Não houve premiação                                          | Não houve premiação |
| 2016   | Kyriacos Costa Nicolaou                                 | Chipre / Estados Unidos                                      | por avançar o campo da síntese química aos extremos da complexidade molecular, ligando estrutura e função e expandindo nosso domínio sobre a interface da química, biologia e medicina.                                                                  |
| 2016   | Stuart Schreiber                                        | Estados Unidos                                               | pelos insights químicos pioneiros na lógica da transdução de sinal e regulação gênica que levou a novas terapêuticas importantes e pelo avanço da biologia química e da medicina por meio da descoberta de sondas de pequenas moléculas.                 |
| 2017   | Robert George Bergman                                   | Estados Unidos                                               | por sua descoberta das respostas de ativação de ligações carbono-hidrogênio em hidrocarbonetos por complexos organometálicos solúveis. |
| 2018   | Omar M. Yaghi                                           | Jordânia / Estados Unidos                                    | pelo pioneirismo na química reticular por meio de estruturas metal-orgânicas ("metal-organic frameworks" - MOFs) e estruturas orgânicas covalentes ("covalent organic frameworks" - COFs).                                                               |
| 2018   | Makoto Fujita                                           | Japão                                                        | por conceber princípios de montagem dirigida por metal levando a grandes complexos altamente porosos. |
| 2019   | Stephen Leffler Buchwald John Frederick Hartwig         | Estados Unidos · Estados Unidos                              | por ser o pioneiro no desenvolvimento de procedimentos catalisados por metais de transição que são amplamente aplicáveis e permitem que ligações carbono-heteroátomo de todos os tipos sejam formadas com eficiência e precisão até então desconhecidas. |
| 2020   | Não houve premiação                                     | Não houve premiação                                          | Não houve premiação |
| 2021   | Leslie Leiserowitz Meir Lahav                           | Israel · Israel                                              | por estabelecer de forma colaborativa as influências recíprocas fundamentais da estrutura molecular tridimensional sobre as estruturas dos cristais orgânicos.                                                                                           |